# Quận Macon, North Carolina
Quận Macon là một quận ở bang Bắc Carolina. Dân số năm 2005 là 32.148 người. Quận lỵ đóng ở Franklin6.
Quận Macon có sông Nantahala (cùng với Quận Swain, Bắc Carolina).
Quận được lập ngày năm 1828 từ phần phía tây của quận Haywood.  Quận đã được đặt tên theo Nathaniel Macon, đại biểu của Bắc Carolina trong Hạ viện Hoa Kỳ từ năm 1791 đến 1815.

## Địa lý
Theo Cục điều tra dân số Hoa Kỳ, quận có tổng diện tích 519 square miles (1.345 km²), trong đó, 516 dặm Anh vuông (1.338 km²) là diện tích đất và 3 dặm Anh vuông (8 km²) trong tổng diện tích (0,58%) là diện tích mặt nước.

### Các thị trấn
Quận được chia thành 12 thị trấn: Burningtown, Cartoogechaye, Cowee, Ellijay, Flats, Franklin, Highlands, Millshoal, Nantahala, Smithbridge, Otto, và Sugarfork.

### Các quận giáp ranh
- Quận Swain, Bắc Carolina - Bắc
- Quận Jackson, Bắc Carolina - Đông
- Quận Rabun, Georgia - Nam
- Quận Clay, Bắc Carolina - Tây nam
- Quận Cherokee, Bắc Carolina - Tây
- Quận Graham, Bắc Carolina - Tây bắc

## Thông tin nhân khẩu
Theo cuộc điều tra dân số2 tiến hành năm 2000, quận này có dân số 29.811 người, 12.828 hộ, và 8.902 gia đình sinh sống trong quận này. Mật độ dân số là 58 người trên mỗi dặm Anh vuông (22/km²). Đã có 20.746 đơn vị nhà ở với một mật độ bình quân là 40 trên mỗi dặm Anh vuông (16/km²).  Cơ cấu chủng tộc của dân cư sinh sống tại quận này gồm 97,18% người da trắng, 1,20% người da đen hoặc người Mỹ gốc Phi, 0,28% người thổ dân châu Mỹ, 0,39% người gốc châu Á, 0,02% người các đảo Thái Bình Dương, 0,31% từ các chủng tộc khác, và 0,63% từ hai hay nhiều chủng tộc.  1,52% dân số là người Hispanic hoặc người Latin thuộc bất cứ chủng tộc nào.
Có 12,828 hộ trong đó có 24,80% có con cái dưới tuổi 18 sống chung với họ, 58,50% là những cặp kết hôn sinh sống với nhau, 8,00% có một chủ hộ là nữ không có chồng sống cùng, và 30,60% là không gia đình. 27,00% trong tất cả các hộ gồm các cá nhân và 13,60% có người sinh sống một mình và có độ tuổi 65 tuổi hay già hơn.  Quy mô trung bình của hộ là 2,28 còn quy mô trung bình của gia đình là 2,74,
Phân bố độ tuổi của cư dân sinh sống trong huyện là 20,30% dưới độ tuổi 18, 6,10% từ 18 đến 24, 23,20% từ 25 đến 44, 27,90% từ 45 đến 64, và 22,40% người có độ tuổi 65 tuổi hay già hơn.  Độ tuổi trung bình là 45 tuổi. Cứ mỗi 100 nữ giới thì có 92,10 nam giới. Cứ mỗi 100 nữ giới có độ tuổi 18 và lớn hơn thì, có 88,40 nam giới.
Thu nhập bình quân của một hộ ở quận này là $32.139, và thu nhập bình quân của một gia đình ở quận này là $37.381, Nam giới có thu nhập bình quân $28.113 so với mức thu nhập $20.081 đối với nữ giới. Thu nhập bình quân đầu người của quận là $18.642, Khoảng 8,80% gia đình và 12,60% dân số sống dưới ngưỡng nghèo, bao gồm 16,00% những người có độ tuổi 18 và 11,80% là những người 65 tuổi hoặc già hơn.